# Pseudodoryctes fenestratus
Pseudodoryctes fenestratus är en stekelart som beskrevs av Charles Thomas Brues 1926. Pseudodoryctes fenestratus ingår i släktet Pseudodoryctes och familjen bracksteklar. Inga underarter finns listade i Catalogue of Life.